# Brezojevica
Brezojevica (en serbe cyrillique : Брезојевица) est un village du nord-est du Monténégro, dans la municipalité de Plav.

## Démographie

### Évolution historique de la population
| 1948 | 1953 | 1961  | 1971  | 1981  | 1991 | 2003 |
| ---- | ---- | ----- | ----- | ----- | ---- | ---- |
| 547  | 915  | 1 039 | 1 085 | 1 008 | 943  | 947  |